# محسن اليزيدي
محسن اليزيدي، لاعب كرة قدم قطري يلعب حالياً في نادي الخريطيات.

## مسيرة اللاعب
لعب مع النادي العربي ونادي الغرافة والنادي الأهلي ونادي الشمال ونادي الخريطيات.

## روابط خارجية
- محسن اليزيدي على موقع Soccerway.com (الإنجليزية)